# Harald Szygula
Harald Szygula (* 19. März 1963) ist ein ehemaliger polnisch-deutscher Handballspieler und -trainer.
Er spielte bei KS Pogoń Zabrze in Polen und war polnischer Nationalspieler.
Ab 1989 gehörte er dem Aufgebot des deutschen Bundesligisten VfL Fredenbeck an und spielte bis 1995 für den Verein. Von 2000 bis 2002 war er Fredenbecker Trainer in der 2. Bundesliga, wechselte dann zum TSV Bremervörde. Den TSV betreute er als Trainer in der Regionalliga und führte diesen 2008 zum Gewinn des Meistertitels.